# František Hubek
František Hubek (2. září 1912 Zohor – 22. prosince 1965) byl slovenský fotbalový brankář. Je pohřben v Zohoru.

## Hráčská kariéra
Začínal v ŠK Union Zohor, odkud v roce 1935 přestoupil do I. ČsŠK Bratislava (nynější Slovan). V československé lize odchytal osmnáct utkání a ve třetím z nich udržel čisté konto – v neděli 1. září 1935 v bratislavském zápase s SK Plzeň, které domácí I. ČsŠK vyhrál 4:0 (poločas 2:0) a bylo to pro něj premiérové vítězství v domácí nejvyšší soutěži. Debutoval v neděli 18. srpna téhož roku v domácím utkání s SK Židenice, které skončilo nerozhodně 1:1 (poločas 1:0). Poslední prvoligové utkání absolvoval v neděli 17. května 1936 v Teplicích, kde Bratislavané prohráli s domácím Teplitzer FK 3:1 (poločas 1:1).

### Prvoligová bilance
| Ročník             | Zápasy | Góly | Minuty | Nuly | Klub               |
| ------------------ | ------ | ---- | ------ | ---- | ------------------ |
| I. liga 1935/36    | 18     | 0    | 1 620  | 1    | I. ČsŠK Bratislava |
| CELKEM I. ČS. LIGA | 18     | 0    | 1 620  | 1    |                    |